# Sue Gardner
Sue Gardner (ur. 11 maja 1967 w Bridgetown) – kanadyjska dziennikarka, dyrektorka wykonawcza Wikimedia Foundation w latach 2007–2014.

## Życiorys
W 2012 roku znalazła się na 70. miejscu listy najbardziej wpływowych kobiet świata magazynu Forbes, który odnotował, że „Wikipedia przed i po Gardner to dwie różne organizacje”, a także że „przeprowadziła całodniowe wyłączenie Wikipedii w proteście przeciwko SOPA”.
Dorastała w Port Hope, w rodzinie anglikańskiego pastora i dyrektora szkoły. Ukończyła dziennikarstwo na Ryerson University w Toronto.
W 1990 rozpoczęła pracę w rozgłośni radiowej Canadian Broadcasting Corporation. Przez ponad 10 lat pracowała jako reporterka i producentka filmów dokumentalnych dla CBC Radio current-affairs oraz Newsworld, specjalizowała się w tematyce kultury popularnej, problemów społecznych i badań mediów. W 2006 zastąpiła Claude Galipeau na stanowisku dyrektora strony internetowej CBC.
W maju 2007 zrezygnowała z pracy w CBC i wkrótce potem została zatrudniona w Wikimedia Foundation jako specjalista ds. zarządzania. 3 grudnia tego roku została dyrektorką wykonawczą Wikimedia Foundation.
Gardner oznajmiła w marcu 2013, że ustąpi ze stanowiska, kiedy zostanie znaleziony jej następca. 1 maja 2014 ogłoszono, że od 1 czerwca zostanie nim Lila Tretikov.